# Palpomyia korni
Palpomyia korni är en tvåvingeart som beskrevs av Havelka 1980. Palpomyia korni ingår i släktet Palpomyia och familjen svidknott. Inga underarter finns listade i Catalogue of Life.